# The Bike Thief
The Bike Thief ist ein Thriller von Matt Chambers, der im Mai 2021 in die Kinos im Vereinigten Königreich kam. Es handelt sich bei dem Film um eine Neuinterpretation von Vittorio De Sicas Meisterwerk Fahrraddiebe.

## Handlung
Nachdem das Moped eines Londoner Lieferfahrers gestohlen wird, muss er es finden, bevor er alles andere verliert. Ohne das Moped kann der junge Rumäne seinen Job nicht machen, und ohne Job verdient er kein Geld und kann seine Wohnung auch nicht mehr bezahlen.

## Produktion
Nach zwei Kurzfilmen stellt The Bike Thief das Spielfilmdebüt des Briten Matt Chambers dar. Es handelt sich bei dem Film um eine Neuinterpretation von Vittorio De Sicas Meisterwerk Fahrraddiebe aus dem Jahr 1948,  für den Chambers, der Regie führte und auch das Drehbuch schrieb, den Schauplatz von Rom nach London verlegte.
Alec Secăreanu spielt in der Hauptrolle den Lieferfahrer. Anamaria Marinca spielt Elena.
Graham Hastings von der schottischen Hip-Hop-Gruppe Young Fathers steuerte den Soundtrack bei.
Eine erste Vorstellung erfolgte im November 2020 beim Tokyo International Film Festival. Anfang Mai 2021 kam The Bike Thief in die Kinos im Vereinigten Königreich.

## Rezeption

### Kritiken
Phuong Le schreibt im Guardian, der Film ziehe den Zuschauer mit einer Art urbaner Poesie in seinen Bann, wenn die Kamera diesem einen, in die Farben der Lichter der Stadt gehüllten, Pizzaboten auf seinem Roller folgt, der durch den Verkehr rast. Die bewusste Namenslosigkeit des von Alec Secăreanu gespielten und nur als The Rider bezeichneten Protagonisten lasse ihn zu einem Stellvertreter für die gesamte Arbeiterklasse werden. Der Film konkretisiere aber auch die Besonderheiten des Lebens rumänischer Einwanderer in London, das mit einer Fülle an visuellen Details wunderschön durchdrungen sei. Weiter schreibt Le, die Weite der Großstadt werde mit der beengten Wohnung kontrastiert, die er mit seiner Frau Elena, deren Tochter und dem ewig schreienden Baby teilt. Secăreanu sei hier genauso einprägsam wie in God’s Own Country und zeigt eine bewusste Zurückhaltung, bis er diese schließlich aufgibt. Wenn man bedenkt, dass Anamaria Marinca in dem rumänischen Film 4 Monate, 3 Wochen und 2 Tage eine so einnehmende Präsenz war, sei es schade, dass ihre Figur nicht mehr zu tun hat. Infolgedessen sei The Bike Thief deutlich schwächer geworden, als er sein könnte, aber als Charakterstudie dennoch überzeugend.

### Auszeichnungen
British Independent Film Awards 2021
- Nominierung für den Raindance Discovery Award (Matt Chambers, Pk Fellowes, Sophia Gibber und Lene Bausager)